# Svanströms

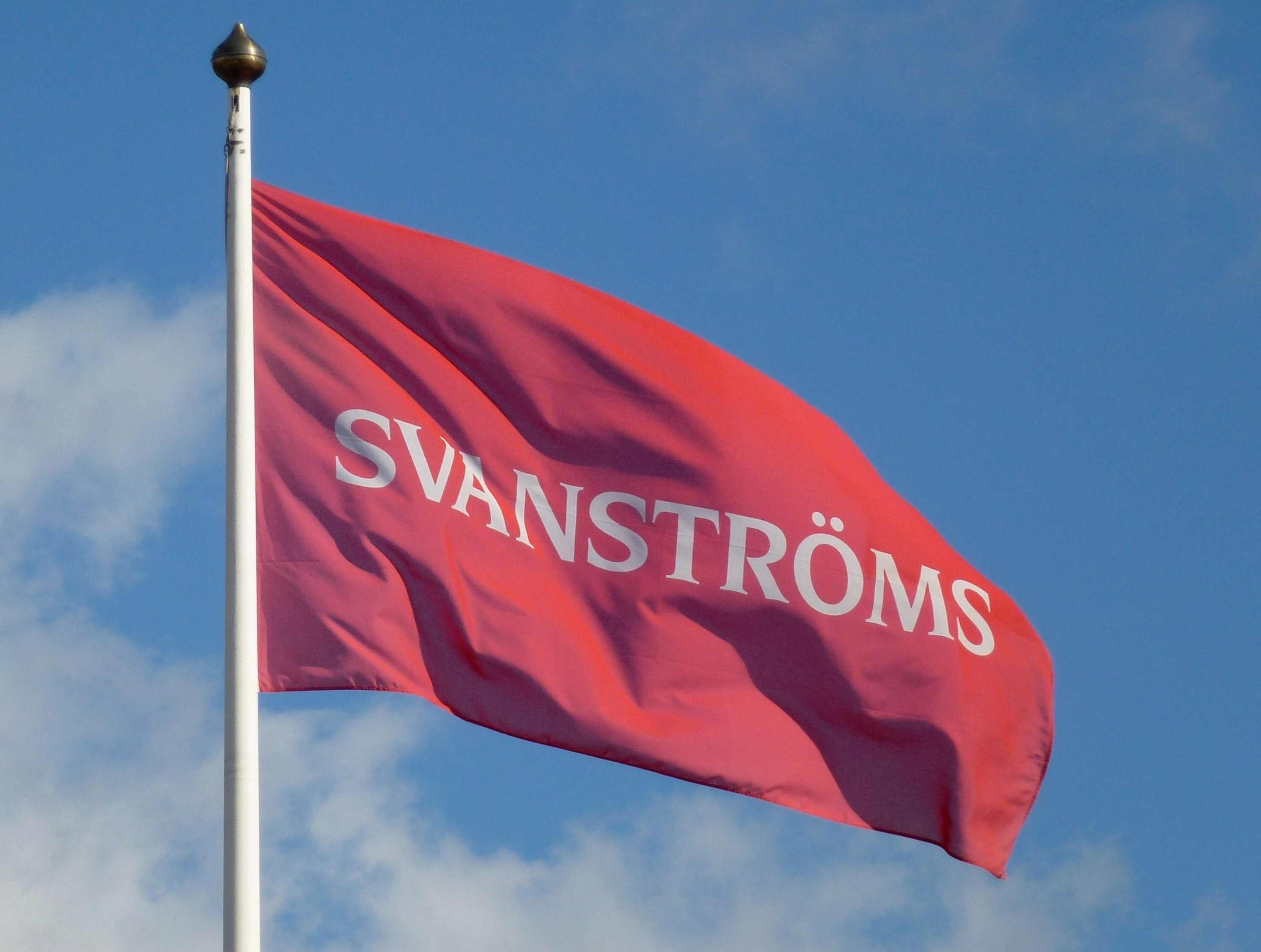
Svanströms flagga, 2012.

Svanströms var en svensk grossist och detaljist av kontorsmateriel. Företaget grundades 1857 av Frans Svanström (1832–1909) och var ett av Sveriges äldsta företag i branschen. Svanströms köptes 2011 av Office Depot och verksamheten har därefter slagits samman med detta bolag.

## Historia

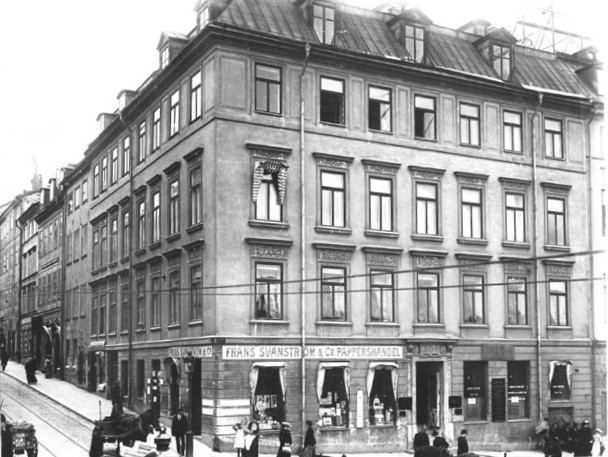
Butiken på Södermalm, före 1907.

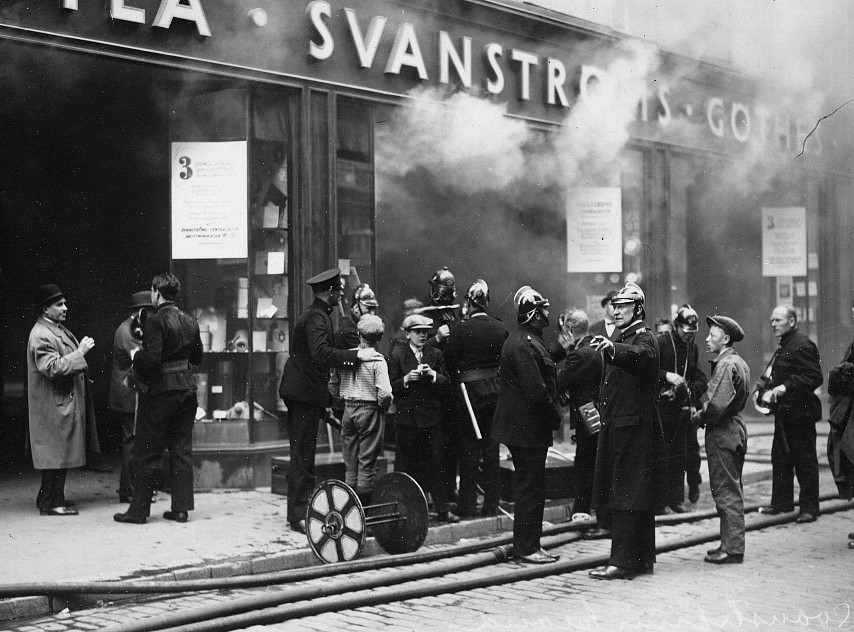
Butiken på Drottninggatan 20 under branden på Herkulesgatan 11, juni 1929.

Den första butiken öppnade 1857 på Myntgatan 1 i Gamla Stan i Stockholm. På 1870-talet hade omsättningen ökat rejält för Svanström och den första resande säljaren anställdes.  Kring 1907 fanns en av Svanströms butiker i Hans Marschalcks hus hörnet Hornsgatan/Södermalmstorg på Södermalm. År 1909 avled grundare Frans Svanström och lämnade efter sig en verksamhet som lever än idag.
År 1917 förvärvades Svanströms av dåvarande Sveriges litografiska tryckerier (SLT sedermera Esselte). 1927 flyttade huvudkontoret in på Herkulesgatan 11, en adress som 1929 härjades av en våldsam brand (se Branden på Herkulesgatan 11, juni 1929). Butiken låg i samma fastighet dock med entré från Drottninggatan 20.
1959 invigs det nya Hötorgscity i Stockholm och Svanströms butik på Sveavägen 17 öppnar dörrarna. 1969 byter ägarbolaget S.L.T. namn till  Esselte AB och Svanströms till Esselte Svanströms. 1981 är Svanströms först i branschen då de inför datortillbehör i sortimentet. 1997 startar Svanströms E-handel. 1998 får företaget en ny ägare i Mellby Gård AB. År 2000 byggs ett nytt centrallager i Strängnäs. 2007 fyllde Svanströms 150 år.
År 2011 köptes Svanströms av amerikanska Office Depot. Verksamheten slogs därefter samman under namnet Office Depot.

## Verksamhet
Företaget var en av de största aktörerna i sin bransch i Sverige. Esselte Svanström omsatte i början av 2010-talet 820 miljoner kronor och huvudkontoret låg i Sätra.  Svanströms förvärvade under 2006 den västsvenska kontorsvarukedjan Wettergrens och den sydsvenska aktören Killbergs. Dessa tre varumärken utgjorde tillsammans Svanströmsgruppen. Både Wettergrens och Killbergs har liksom Svanströms en gedigen historia då de också grundades redan på 1800-talet.
Svanströms hade ca 400 anställda, ett lager i Strängnäs med 12 000 artiklar och 41 butiker spridda över landet. Företaget tillverkade även eget kontorsmateriel under varumärket Nordic Office.
Svanströms bedrev en bred verksamhet som bland annat innefattade:
- Leveransförsäljning & Direktförsäljning
- E-handel
- Butiksförsäljning
- Kontorsvaruhus

Dessutom utfördes miljöutredningar, ergonomisk inventering och profilprodukter.